# Berembed Weir
Berembed Weir är en dammbyggnad i Australien. Den ligger i kommunen Narrandera och delstaten New South Wales, i den sydöstra delen av landet, omkring 420 kilometer väster om delstatshuvudstaden Sydney.
Runt Berembed Weir är det glesbefolkat, med 12 invånare per kvadratkilometer.. Närmaste större samhälle är Grong Grong, omkring 13 kilometer norr om Berembed Weir.
Trakten runt Berembed Weir består till största delen av jordbruksmark. Genomsnittlig årsnederbörd är 581 millimeter. Den regnigaste månaden är februari, med i genomsnitt 83 mm nederbörd, och den torraste är oktober, med 24 mm nederbörd.